# Fūyō wakashū

Le Fūyō wakashū (風葉和歌集) est une anthologie de poésie japonaise de la fin du XIIIe siècle,.

## Composition
La collection a été compilée en 1271. Bien qu'on n'en soit pas vraiment certain, il semble que son auteur est Fujiwara no Tameie. Selon la préface, la collection a été commandée par Ōmiya-in Kisshi, la consort de l'empereur Go-Saga,.

## Contenu
Le texte comprenait vingt volumes à l'origine mais seuls les dix-huit premiers nous sont parvenus. La collection contient 1 418 poèmes provenant de 198 tsukuri monogatari différents. Ils sont répartis en onze catégories comme le détaille la préface. Des informations sur l'auteur et le contexte de composition sont données pour chaque poème,.
Le contenu des dix-neuvième et vingtième volumes disparus est inconnu. Une des onze catégories en faisait partie.

## Intérêt
Nombre des textes cités ont partiellement ou entièrement disparu. Avec le Mumyōzōshi, le Fūyō wakashū est très apprécié en tant que ressource pour la recherche sur la littérature perdue,. Le Yoru no Nezame et le Hamamatsu chūnagon monogatari sont deux exemples de textes fragmentaires qui permettent de compléter les parties manquantes.